# Анета Сукап
Анета Сукап (англ. Aneta Soukup; нар. 30 грудня 1978) — колишня канадська тенісистка.
Найвищу одиночну позицію світового рейтингу — 476 місце досягла 9 листопада, 1998, парну — 222 місце — 15 листопада, 2004 року.
Здобула 6 парних титулів туру ITF.

## Фінали ITF
| турніри $25,000 |
| турніри $10,000 |

### Одиночний розряд (0–1)
| Результат | Ранг | Дата           | Турнір                                    | Покриття | Суперниця     | Рахунок  |
| --------- | ---- | -------------- | ----------------------------------------- | -------- | ------------- | -------- |
| Поразка   | 1.   | 28 жовтня 1996 | Кюрасао, Нідерландські Антильські острови | Тверде   | Кейрстен Еллі | 3–6, 4–6 |

### Парний розряд (6–6)
| Результат | Ранг | Дата            | Турнір                          | Покриття | Партнерка            | Суперниці                          | Рахунок          |
| --------- | ---- | --------------- | ------------------------------- | -------- | -------------------- | ---------------------------------- | ---------------- |
| Перемога  | 1.   | 14 квітня 1997  | Елваш, Португалія               | Тверде   | Тіна Самара          | Міріам Д'Агостіні Алісія Ортуньйо  | 6–4, 7–5         |
| Перемога  | 2.   | 4 травня 1997   | Олівейра-де-Аземейш, Португалія | Ґрунт    | Паула Ерміда         | Ширі Бурштейн Лімор Габай          | 6–0, 6–4         |
| Поразка   | 1.   | 2 червня 1997   | Анталія, Туреччина              | Тверде   | Марія Бобоєдова      | Дуйґу Акшит Оал Ґюльберк Ґюльтекін | w/o              |
| Поразка   | 2.   | 15 червня 1997  | Веленє, Словенія                | Ґрунт    | Гелена Фремутова     | Тіна Герголд Тіна Писник           | w/o              |
| Перемога  | 3.   | 8 жовтня 2000   | Галландейл (Флорида), США       | Ґрунт    | Крісті Блумберґ      | Енн Плессінґер Наталі Рохас        | 4-0, 4-1, 4-1    |
| Поразка   | 3.   | 5 серпня 2001   | Гаррісонсбург (Вірджинія), США  | Тверде   | Анжела Жгуна         | Лара Ван Роєн Тетяна Лужанська     | 5–7, 6–3, 2–6    |
| Поразка   | 4.   | 9 червня 2003   | Гамільтон (Онтаріо), Канада     | Ґрунт    | Марія Фернанда Алвеш | Алісса Коен Даяна Сребровіч        | 1–6, 6–3, 3–6    |
| Поразка   | 5.   | 7 червня 2004   | Гамільтон (Онтаріо), Канада     | Ґрунт    | Кейсі Смеші          | Соледад Есперон Флавія Міґнола     | 6–7(4), 6–3, 4–6 |
| Поразка   | 6.   | 20 червня 2004  | Мон-Трамблан, Канада            | Ґрунт    | Кейсі Смеші          | Соледад Есперон Флавія Міґнола     | 0–6, 6–2, 6–7(6) |
| Перемога  | 4.   | 11 липня 2004   | Ле-Туке-Парі-Плаж, Франція      | Ґрунт    | Янетте Бейлкова      | Зузана Черна Катерина Кір'янова    | 2-6, 6-4, 6-2    |
| Перемога  | 5.   | 25 липня 2004   | Звевегем, Бельгія               | Ґрунт    | Зузана Черна         | Леслі Буткевіч Шеллі Стефенс       | 6–3, 6–2         |
| Перемога  | 6.   | 26 вересня 2004 | Туніка (Міссісіпі), США         | Ґрунт    | Тетяна Лужанська     | Ліга Декмеєре Наталія Демиденко    | 6–2, 6–1         |